# Shlomo Sand

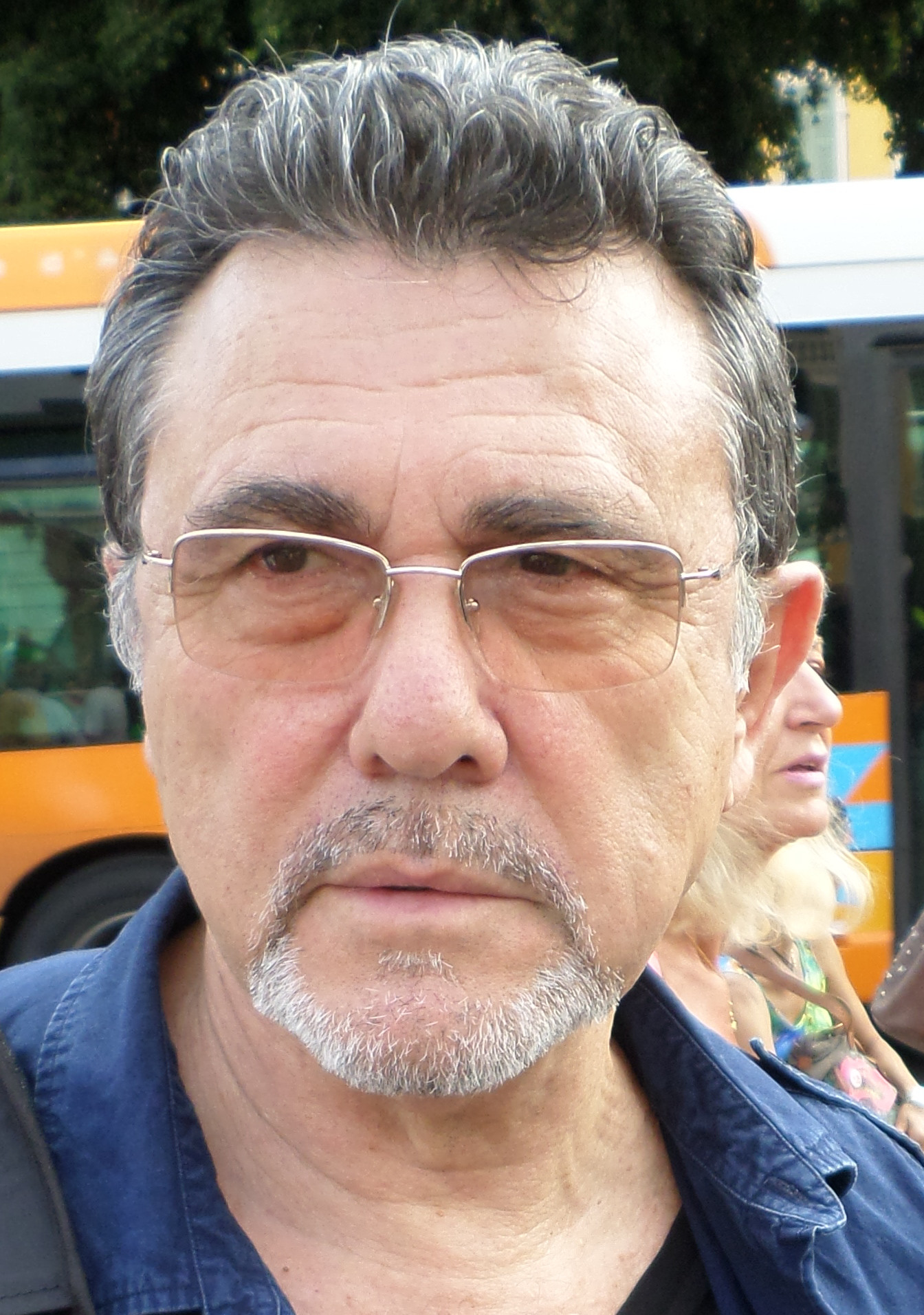
Shlomo Sand, 2014

Shlomo Sand (* 10. September 1946 in Linz, Österreich) ist ein israelischer Historiker. Er war von 2002 bis zu seiner Emeritierung 2014 Professor an der Universität Tel Aviv.

## Leben
Die ersten beiden Lebensjahre verbrachte Sand mit seinen Eltern in einem DP-Lager bei München. Im Jahr 1948 gelangte die Familie nach Jaffa, Israel. Nach dem Sechstagekrieg im Sommer 1967 war Sand viele Jahre in der anti-zionistischen Gruppierung Matzpen aktiv, verließ sie aber, nachdem sie u. a. auch das Existenzrecht Israels infrage gestellt hatte.
Mitte der 1970er Jahre setzte Sand sein in Israel begonnenes Studium an der École des Hautes Études en Sciences Sociales in Paris bei der Historikerin Madeleine Rebérioux mit einer Magisterarbeit über Jean Jaurès fort und beendete es mit einer Doktorarbeit über Georges Sorel. Nach der Rückkehr nach Israel beschäftigte er sich mit der Geschichte des Kinos, der Geschichte der Intellektuellen und der Geschichte des Nationalismus. Er übernahm immer wieder Gastprofessuren an der École des Hautes Études en Sciences Sociales. Zu seinen jüngsten Beschäftigungen gehört die Auseinandersetzung mit der Geschichte des jüdischen Volkes.

## Wirken

### Georges Sorel
Mitte der 1980er Jahre befasste sich Sand intensiv mit Georges Sorel und organisierte in Frankreich ein erstes Kolloquium zur Wiederbelebung der Beschäftigung mit dessen Werk. Mit dem Historiker Jacques Julliard gründete er 1983 die Zeitschrift Cahiers Georges Sorel, aus denen unter Julliards Leitung 1988 die Zeitschrift Mil neuf cent. Revue d’histoire intellectuelle hervorging.

### Die Erfindung des jüdischen Volkes
Sand löste unter anderem in Israel und Frankreich mit seinem 2008 erschienenen Buch ?מתי ואיך הומצא העם היהודי (deutsche Ausgabe unter dem Titel Die Erfindung des jüdischen Volkes – Israels Gründungsmythos auf dem Prüfstand) Kontroversen aus. Im Vorwort der deutschen Ausgabe gibt er 2009 an, dass die Kluft zwischen seinen Forschungsergebnissen und der in Israel und anderswo verbreiteten Geschichtsauffassung „erschreckend groß“ sei. Dabei habe er nichts anderes getan, als Historikern schon lange vorliegende, aber weitgehend unberücksichtigte Fakten einzubeziehen; er habe in seiner Arbeit „nichts wirklich Neues“ öffentlich gemacht.

## Stellungnahmen

### Zionismus
Sand lehnt sowohl Zionismus als auch Antizionismus ab und verortet seine Position im Postzionismus. Er bestreitet das Existenzrecht Israels nicht, möchte aber „den Zionismus als Charakteristikum des Staates Israel abschaffen.“ Im Jahr 2009 gab er in Interviews an, in Vorträgen vor arabischen Studenten Israels Legitimität mit dem Lebensrecht eines aus einer Vergewaltigung hervorgegangenen Kindes verglichen zu haben, das man ebenfalls anerkennen müsse. Man müsse das Kind erziehen, damit es die Verbrechen seines Vaters nicht wiederhole.
In einem Kommentar in der Zeitung Haaretz wandte er sich 2016 gegen die Behauptung israelischer Linker, in Israel etabliere sich ein faschistisches Regime. Er betonte dagegen die Kontinuität des Zionismus über die Jahrzehnte des Bestehens des israelischen Staates, erinnerte daran, dass seit 1948 auch unter der Verantwortung linker zionistischer Regierungen skandalöse Verbrechen an der palästinensischen Zivilbevölkerung verübt worden seien, und verglich die Gründung sozialistisch-zionistischer Orte auf den von Israel annektierten Golanhöhen mit der nationalreligiösen Siedlerbewegung im besetzten Westjordanland: Die früheren Siedler seien den neueren nicht moralisch überlegen, es handele sich vielmehr um ein höheres Maß an Heuchelei. Auch ohne Faschismus habe sich Israel inzwischen in eine gefährliche Situation begeben, aus der es sich nur mit internationaler Hilfe retten könne.

### Gaza-Krieg
Sand schrieb im Dezember 2024 in Haaretz, dass in Gaza ein brutaler Unterdrückungskrieg geführt wird und dass die israelische Armee dort fast täglich schreckliche Kriegsverbrechen verübt, doch es handle sich nicht um Völkermord, da auf dem gesamten Territorium Israels inklusive besetzte Gebiete derzeit rund sieben Millionen jüdische Israelis und sieben Millionen arabische Palästinenser leben und es keinen Plan und keine Absicht gibt, einen Völkermord zu verüben. Die Historiker Amos Goldberg und Daniel Blatman entgegneten in einem Artikel in Haaretz im Januar 2025, dass das Vorgehen der israelischen Armee in Gaza durchaus den Tatbestand eines Völkermordes erfüllt, u. a. da 60 bis 80 Prozent der Todesopfer unbeteiligte Zivilisten sind und führende israelische Politiker (darunter Benjamin Netanjahu, Jitzchak Herzog, Joaw Galant) und Militärs öffentlich völkermörderische Absichten verkündet haben.

## Veröffentlichungen

### Monografien
- L’Illusion du politique, Paris, La Découverte, 1984 (ISBN 2-7071-1518-5).
- Intellektuelle, Wahrheit und Macht, Tel Aviv, Am Oved, 2000 (in Hebräisch, ISBN 965-13-1439-7).
- Le XXe siècle à l’écran, Paris, Seuil, 2004 (ISBN 2-02-056916-7, auch in Hebräisch und Spanisch).
- Historiker, Zeit und Vorstellung, Tel Aviv, Am Oved, 2004 (in Hebräisch, ISBN 965-13-1733-7).
- The Words and the Land, Los Angeles, Semiotext, 2011 (ISBN 978-1-58435-096-5, auch in Französisch).
- Die Erfindung des jüdischen Volkes, Berlin, Propyläen, 2010 (ISBN 978-3-549-07376-6, auch in Hebräisch, Französisch, Englisch, Arabisch, Italienisch, Russisch, Japanisch, Ungarisch, Schwedisch, Slowenisch, Spanisch, Chinesisch, Brasilianisch, Polnisch, Türkisch, Bulgarisch, Kroatisch, Portugiesisch, Griechisch, Tschechien, Koreanisch).
- Die Erfindung des Landes Israel, Berlin, Propyläen, 2012 (ISBN 978-3-549-07434-3, auch in Hebräisch, Französisch, Englisch, Arabisch, Russisch, Spanisch, Persischer, Chinesisch, Brasilianisch, Polnisch, Tschechien).
- Warum ich aufhöre, Jude zu sein, Berlin, Propyläen, 2013 (ISBN 978-3-549-07449-7 auch in Hebräisch, Französisch, Englisch, Arabisch, Russisch, Spanisch, Italienisch, Brasilianisch, Polnisch)
- Crépuscule de l’Histoire, Paris, Flammarion, 2015 (ISBN 978-2-70718-939-4, auch in Hebräisch und Englisch).
- La fin de l’intellectuel français. De Zola à Houellebecq, Paris, La Découverte, 2016 (ISBN 978-2-7071-8939-4, auch in Englisch und Spanisch).
- La mort du Khazar rouge. Éditions du Seuil, 2019.
- Une race imaginaire. Le Seuil, 2020.
- Une brève histoire mondiale de la gauche. La Découverte, 2022.
- Deux peuples pour un État ? : Relire l’histoire du sionisme. Éditions du Seuil, 2023.

### Als Herausgeber
- J. Julliard & S. Sand (Hrsg.), Georges Sorel en son temps, Paris, Seuil, 1985 (ISBN 2-02-008978-5).
- H. Bresheeth, M. Zimmermann & S. Sand (Hrsg.), Kino und Erinnerung, Zalman Shazar Center for Jewish History, Jerusalem, 2004 (in Hebräisch, ISBN 965-227-191-8).
- S. Sand (Hrsg.), Ernest Renan – On The Nation and the “Jewish People”, London, Verso, 2010 (ISBN 978-1-84467-462-6 auch in Hebräisch und Französisch).